# Francesco Carbone
Francesco Carbone OCist (* vor 1350 in Neapel; † 18. Juni 1405 in Rom) war ein Kardinal der Römischen Kirche.

## Leben
Er war der Sohn des Pietro (oder Giovanni) Carbone, eines neapolitanischen Patriziers, und der Isabella Boccapianola. Sein Bruder Guglielmo Carbone wurde 1411 zum Kardinal der avignonesischen Obödienz ernannt. Nach einigen Quellen soll er mit Kardinal Pietro Tomacelli, dem späteren Papst Bonifatius IX., verwandt gewesen sein.
Noch in seiner Jugend in den Zisterzienserorden eingetreten, empfing er hier auch die Priesterweihe. Nachdem er gegen Ende des Jahres 1382 zum Bischof von Monopoli gewählt worden war, kreierte ihn Papst Urban VI. am 17. Dezember 1384 zum Kardinalpriester und verlieh ihm am 20. November 1385 die römische Titelkirche Santa Susanna. Nachdem er am Konklave von 1389 teilgenommen hatte, wurde er noch in demselben Jahr zum Großpönitentiar und zum Erzpriester der Lateranbasilika ernannt. Tätig als Kardinalprotektor der Franziskaner, wurde er im Dezember 1392 zum Kardinalbischof von Sabina erhoben und zum Legaten in Foligno ernannt. Im Jahr 1400 wurde er Kommendatarabt von Farfa und nahm auch am Konklave von 1404 teil, bei dem Papst Innozenz VII. gewählt wurde.
Er starb am 18. Juni 1405, sehr plötzlich, in Rom und wurde in einem Marmorgrabmal in der Kathedrale von Neapel bestattet. Sein Bruder Guglielmo, der avignonesische Kardinal, wurde an seiner Seite beigesetzt.